# Emy Owandner
Anny Emy Owandner, född 27 april 1904 i Bayern, Tyskland, död 4 juni 1978 i Stockholm, var en svensk skådespelare och operettsångerska.
Owandner kom till Sverige i mitten av 1920-talet, Hon engagerades av Oscar Winge till Hippodromen i Malmö och därefter som revyskådespelare hos Ragnar Klange. Hon medverkade i ett par svenska filmer och sjöng in några skivor. Hon var gift med journalisten och manusförfattaren Sven Gustafson. 

## Filmografi
- 1939 – Kalle på Spången
- 1941 – Soliga Solberg

## Teater

### Roller
| År   | Roll             | Produktion                                                       | Regi            | Teater      |
| ---- | ---------------- | ---------------------------------------------------------------- | --------------- | ----------- |
| 1928 | Mado             | Inte på mun Maurice Yvain och André Barde                        | Oskar Textorius | Vasateatern |
| 1935 | Daisy Darlington | Bal på Savoy Paul Abraham, Alfred Grünwald och Fritz Löhner-Beda |                 | Hippodromen |